# Colostygia olbiaria
Colostygia olbiaria är en fjärilsart som beskrevs av Miller 1865. Colostygia olbiaria ingår i släktet Colostygia och familjen mätare. Inga underarter finns listade i Catalogue of Life.